# IC 4536
IC 4536 est une galaxie spirale barrée située dans la constellation de la Balance. Sa vitesse par rapport au fond diffus cosmologique est de 2 469 ± 13 km/s, ce qui correspond à une distance de Hubble de 36,4 ± 2,6 Mpc (∼119 millions d'al). Cette galaxie a été découverte par l'astronome américain Edward Emerson Barnard en 1896.
La classe de luminosité d'IC 4536 est III et elle présente une large raie HI. Elle renferme également des régions d'hydrogène ionisé.
En raison d'une brillance de surface égale à 14,49 mag/am2, on peut qualifier IC 4536 de galaxie à faible brillance de surface (LSB en anglais pour low surface brightness). Les galaxies LSB sont des galaxies diffuses (D) avec une brillance de surface inférieure de moins d'une magnitude à celle du ciel nocturne ambiant.
À ce jour, deux mesures non basées sur le décalage vers le rouge (redshift) donnent une distance de 27,650 ± 8,132 Mpc (∼90,2 millions d'al), ce qui est à l'intérieur des valeurs de la distance de Hubble. Notons cependant que c'est avec la valeur moyenne des mesures indépendantes, lorsqu'elles existent, que la base de données NASA/IPAC calcule le diamètre d'une galaxie et qu'en conséquence le diamètre d'IC 4536 pourrait être d'environ 32,3 kpc (∼105 000 al) si on utilisait la distance de Hubble pour le calculer.
Selon Soares et ses collègues, IC 4536 et NGC 5863 forment une paire de galaxies. Cependant, la distance de Hubble de NGC 5863 est d'environ 214 millions années-lumière, soit presque 100 millioins d'années-lumière plus loin. Ces deux galaxies constituent donc une paire purement optique.

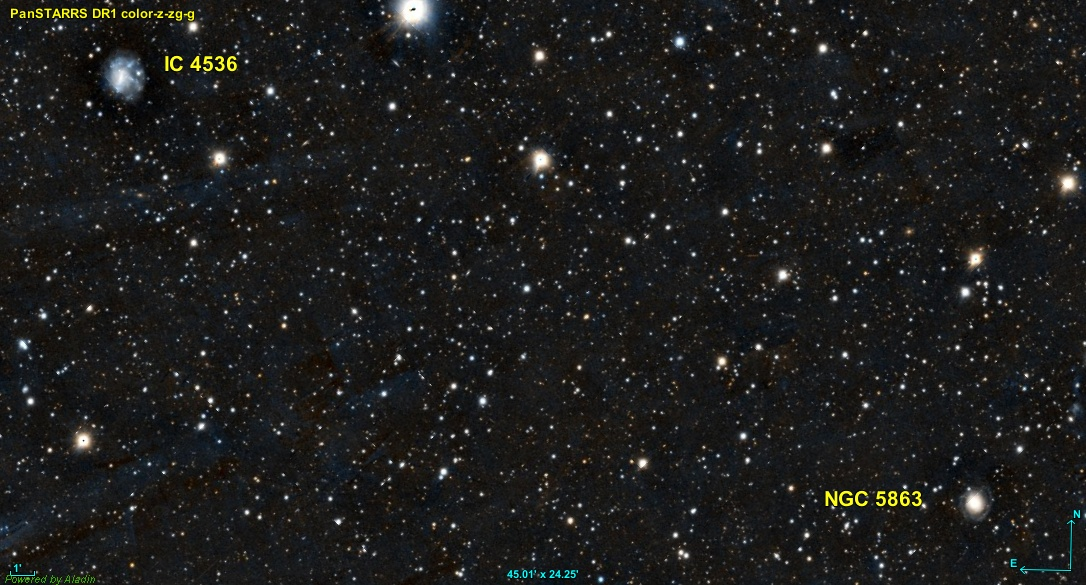
Les galaxies IC 4536 et NGC 5863 sont rapprochées sur la sphère céleste, mais ce rapprochement est dû à un alignement fortuit.